# Massimo Felisatti
Massimo Felisatti né à Ferrare le 12 mai 1932 et mort à Rome le 7 septembre 2016 est un réalisateur, scénariste et écrivain italien.

## Biographie
Massimo Felisatti est né à Ferrare le 12 mai 1932. Diplômé en lettres modernes, il commence à collaborer avec des journaux locaux, en dirigeant également le magazine culturel Ferrara. En 1966, il déménage à Rome, où il travaille comme traducteur et essayiste. Dans les années 1970, il entame une collaboration avec l'écrivain Fabio Pittorru et fait ses débuts en tant qu'écrivain avec le roman à succès (giallo) I violenti di Roma bene et l'écriture de scénarios de nombreux films et séries TV comme Qui squadra mobile,.
Massimo Felisatti a également été actif en tant que réalisateur (Un altro mondo è possibile) et co-réalisateur avec Sergio Grieco du film policier I violenti di Roma bene (1976).
Il est mort mort à Rome le 7 septembre 2016.

## Filmographie partielle
Réalisation
- 1975 : I violenti di Roma bene, co-réalisation crédité sous  Segri-Ferrara (Sergio Grieco - Massimo Felisatti)
- 2001 : Un altro mondo è possibile, documentaire collectif avec Francesco Maselli sur les émeutes anti-G8 de Gênes de 2001.

Scénarios
- 1969 : Il primo premio si chiama Irene, de Renzo Ragazzi
- 1970 : 
  - La Partenaire (Violenza al sole) de Florestano Vancini
  - Concerto per pistola solista, de  Michele Lupo
- 1971 : 
  - Quand les femmes étaient femelles (titre original : Quando gli uomini armarono la clava e... con le donne fecero din don), de  Bruno Corbucci
  - L'Appel de la chair  (titre original : La notte che Evelyn uscì dalla tomba), de Emilio Miraglia
- 1972 : 
  - Abus de pouvoir, (titre original : Abuso di potere)   de  Camillo Bazzoni
  - Les Maffiosi, (titre original : La violenza: Quinto potere ) de Florestano Vancini
- 1974 : Le Corps , (titre original : Il corpo) de Luigi Scattini
- 1975 :
  - L'Accusé,  (titre original : La Polizia accusa: il servizio segreto uccide) de  Sergio Martino
  - ...a tutte le auto della polizia..., de  Mario Caiano
  - Nue pour l'assassin (titre original : Nude per l'assassino), de  Andrea Bianchi
  - La madama, de  Duccio Tessari
- 1976 : La moglie di mio padre , de  Andrea Bianchi
- 1983 : Il disertore, de Giuliana Berlinguer
- 1984 : La neve nel bicchiere, de  Florestano Vancini
- 1989 : Un uomo di razza, de Bruno Rasia
- 1999 :Sulla spiaggia e di là dal molo, de Giovanni Fago
- 2002 : L'appuntamento, de Veronica Bilbao La Vieja
- 2003 : Amorfù, de Emanuela Piovano
- 2004 : Pontormo – Un amore eretico, de Giovanni Fago
- 2005 : E ridendo l'uccise, de Florestano Vancini.

## Publications
- Opere latine: La lingua volgare, La monarchia, Le lettere, Il problema dell'acqua e della terra de Dante Alighieri (traduction), Rizzoli,  Milan,1965.
- Historia Langobardorum de Paul Diacre (traduction),  Rizzoli, Milan,1967
- Violenza a Roma, avec Fabio Pittorru,  Garzanti,  Milan,1973
- Gli strateghi di Yalta, avec Fabio Pittorru, Fabbri,  Milan,1974
- La madama, avec Fabio Pittorru, Garzanti,  Milan,1974
- Un delitto della polizia?,  Bompiani,  Milan,1975
- La nipote scomoda, avec Bruno Gambarotta,  Mondadori,  Milan,1977
- Per vincere ci vogliono i leoni, avec Fabio Pittorru, Mondadori,  Milan,1977
- Qui squadra mobile,  Garzanti,  Milan,1978
- Agave, avec Andrea Santini, Rizzoli,  Milan,1981
- Isabella d'Este, Bompiani,  Milan,1982
- Storia di Ferrara, terra d'acqua e di cielo,  Camunia, Milan, 1986
- O dolce terra addio, avec Marco Leto, Rizzoli,  Milan,1987
- Baruffino buffone, Liberty House, Ferrare, 1991
- Tutta per gli occhi, in Carlo Bassi et al., Ferrara 1492-1992, Ferrara, Corbo, 1992, p.  294-295
- Corso di sceneggiatura, con Lucio Battistrada, Sansoni,  Milan,1993
- Rosso su nero, Mondadori,  Milan,1996
- Médée d'Euripide (traduction),  Liguori,Naples, 1998
- A teatro con gli Estensi,  Corbo, Ferrare, 1999
- Inizio di un'avventura, revue UnPoDiVersi, n. 10 (2002), p.  11
- AA.VV, Dal grande fiume al mare, éditions Pendragon, 2003, p.  320;
- Sette colli in nero, antologia di racconti a cura di Gian Franco Orsi,  Alacran,  Milan,2006